# Raimundo Saporta
Raimundo Saporta Namías (Constantinopla, 16 de dezembro de 1926 - Madri, 2 de fevereiro de 1997), foi um destacado diretor do Real Madrid, a Federação Espanhola de Basquete (FEB) e a Federação Internacional de Basquete (FIBA).
De origem sefardita, assentou-se na Espanha em 1941 e desde o princípio destacou-se por sua habilidade para a gestão econômica e esportiva. Compartilhou seu trabalho no Banco Exterior de Espanha com a vice-presidência da FEB quando só tinha 22 anos. Em 1952 integrou a junta diretora do Real Madri por mediação de Santiago Bernabéu, de quem foi a mão direita durante todo seu mandato. Ocupou a vice-presidência entre 1962 e 1978, e como responsável pela seção de basquete levou à equipe à etapa mais exitosa de sua história. Em seus últimos anos foi Presidente de Honra da entidade madrilenha.
Dentro do basquete europeu, está considerado o impulsor da Copa dos Campeões Europeus da FIBA (atual Euroliga). Entre 1995 e 1997 foi vice-presidente da FIBA.

## Biografia
Raimundo Saporta nasceu em Costantinopla (atual Istambul) em 16 de dezembro de 1926, no seio de uma família sefardita de Salônica, descendente dos judeus expulsos da Espanha. Seu pai Jaime, um banqueiro, possuía passaporte espanhol graças a um decreto do ditador Miguel Primo de Rivera de 1924, pelo qual se concedia a nacionalidade a todos aqueles que pudessem confirmar as origens hebraicas.
Depois da Grande Depressão, os Saporta mudaram-se para Paris e viveram ali até o início da Segunda Guerra Mundial. Alertado de uma hipotética ocupação nazista sobre a França, Jaime Saporta transmitiu a nacionalidade espanhola para toda a família graças à ajuda de Bernardo Rolland de Miota, cônsul geral. Do mesmo modo, na documentação oficial modificou-se o lugar de nascimento à capital francesa para evitar quaisquer problemas.
A família assentou-se em Madri em 1941 e em pouco tempo enlutou-se com a perda de seu pai quando este foi atropelado por um bonde. Por esta razão, ao concluir a educação obrigatória no Liceo Francês, Raimundo trabalhou durante um tempo numa loja de eletrodomésticos da Grande Via. Tempo depois iniciou sua carreira no Banco Exterior da Espanha, onde chegou a ocupar uma das direções anexas à presidência até sua aposentadoria em 1983.
Seu irmão mais velho, o escritor Marc Saporta (1923-2009), preferiu regressar a Paris quando a guerra finalizou e adotou cidadania francesa.
Raimundo casou-se com Arlette Politi Treves (1930-2009), também de origem sefardita, a qual conheceu na França e que foi sua companheira durante o resto de sua vida.

## Trajetória

### Inícios na Federação Espanhola de Basquete
Seu primeiro contato com o basquete foi no Liceo Francês como delegado da equipo escolar, quando tinha 16 anos. Neste cargo esteve em contato permanente com os dirigentes da Federação Espanhola de Basquete (FEB) para a organização de torneios, trabalho no qual destacou-se a ponto de o presidente, o general Jesús Querejeta, quis lhe nomear diretivo aos 19 anos. Não obstante, os estatutos fixavam a maioridade em 21 anos. Em 1947 Saporta foi nomeado tesoureiro e um ano depois chegou à vice-presidência. A importância que ganhou nessa instituição lhe aumentou a estima com uma boa relação com as autoridades da época.
Em 1952 Santiago Bernabéu, presidente do Real Madri, pôs-se em contato com a FEB para solicitar-lhes um assessor que organizasse um torneio de basquete, enquadrado dentro da celebração do 50º aniversário da fundação. Saporta conseguiu fazer um quadrangular com rivais internacionais e Bernabéu, assombrado por suas faculdades, pediu-lhe que fizesse parte da diretoria do clube branco.

### Etapa no Real Madri
Raimundo Saporta ingressou na diretoria do Real Madri como contador em maio de 1953 e responsável pelo basquete. Um ano depois ascendeu a tesoureiro. Apesar de levar pouco tempo, esteve implicado em todas as gestões importantes na história da entidade. Uma de suas primeiras medidas na tesouraria foi abrir uma conta de poupanças à cada jogador, das que supervisionava todas as despesas. Ademais era o encarregado das renovações. Compartilhou o cargo no Banco Exterior pelas manhãs com a direção esportiva pelas tardes, dado que os membros da diretoria não eram então profissionais.
O presidente Bernabéu pôs-lhe ao comando das negociações para contratar o argentino Alfredo Di Stéfano, cujo contrato foi um ponto de inflexão na seção de futebol. No entanto, a contratação esteve envolvida na polêmica: enquanto os brancos compraram os direitos do Milionários de Bogotá, o F C Barcelona assinou um pré-contrato com River Plate, que em primeiro lugar possuía a metade dos direitos do futebolista. A Delegação Nacional de Desportos chegou a uma decisão salomônica, pela que jogaria no Real Madri no primeiro ano e depois defenderia o Barça. Mas ao final os blaugrana renunciaram e Di Stéfano ficou na capital.
Saporta também possuiu um papel importantíssimo na criação da Copa de Campeões de Europa. Durante as negociações foi o intérprete entre Santiago Bernabéu, o jornalista Gabriel Hanot e seu superior Jacques de Ryswick. A ideia de uma competição europeia similar ao Campeonato Sudamericano de Campeões fez-se realidade na temporada 1955-56.
Em 1962 ascendeu à vice-presidência do Real Madri, convertendo-se na mão direita de Santiago Bernabéu.
Relativo ao basquete, foi o presidente do Real Madri de Basquete e responsável por sua etapa mais exitosa da história. Apesar de ter mais poder que qualquer outro membro, teve que lidar com a diretoria porque muitos deles achavam que a seção era desnecessária. Em 1955 conheceu ao treinador Pedro Ferrándiz por recomendação do secretário da FEB. Após encarregar-lhe a organização de um torneio infantil com sucesso, Saporta confiou-lhe as categorias inferiores do clube branco e em 1959 ascendeu-lhe a treinador da primeira equipe, cargo que manteve até 1975. Baixo seu comando o Real Madri ganhou 12 ligas nacionais, 11 copas de Espanha e quatro copas de Europa. A equipe contou com algumas das primeiras estrelas do panorama nacional, alguns deles estadunidenses nacionalizados: Emiliano Rodríguez, Clifford Luyk, Lolo Sáinz, Wayne Brabender, Walter Szczerbiak, Milhares Aiken, Rafael Rullán e Juan Antonio Corbalán.
Outra importante medida foi a criação do Torneio de Natal em 1965, a competição não oficial mais importante da Europa. Naquele ano a seção de basquete conseguiu o patrocínio da Philips em troca de transmissão televisiva. Dado que no Natal as  ligas tinham intervalo, sugeriu um quadrangular amistoso para essas datas, mas a diretoria do Real Madri se negou. Para driblar a proibição, convenceu à FIBA para que o organizassem eles em vez do clube branco. Televisão Espanhola aceitou as condições e Saporta chamou a cada ano a clubes europeus, seleções e combinados das universidades estadunidenses.
Raimundo Saporta manteve-se no Real Madri até o falecimento de Bernabéu em 1978. Os membros da junta diretiva esperavam que, como vice-presidente, assumisse de forma natural a presidência. No entanto, negou-se rotundamente e o eleito foi Luis de Carlos. Numa entrevista fez públicas suas razões para recusar o cargo:
"Don Santiago me disse uma vez que a sua morte não vai aceitar a presidência. E é isso que eu fiz. Primeiro por falta de ambição pessoal e, segundo, porque ele me disse que iria sofrer muito nessa posição."
Regressou ao Real Madri para ocupar do basquete por petição expressa de Ramón Mendoza quando este chegou à presidência. Não obstante, o maior peso sobre a equipe recaio sobre Pedro Ferrándiz, diretor do departamento. Manteve o posto até sua retirada definitiva em 1991 por problemas de saúde.

### Responsabilidades na FEB e na FIBA
Compatibilizou o cargo na diretoria do Real Madri com altas responsabilidades na Federação Espanhola de Basquete (FEB) e a Federação Internacional de Basquete (FIBA). Na Federação Nacional manteve-se durante mais de cinco décadas, enquanto na internacional ocupou importantes cargos ao longo de 37 anos: membro do comitê executivo (1959), presidente da organização internacional (1960), presidente da comissão para competições internacionais (1990 a 1997) e vice-presidente (1995 a 1997).
Foi um dos impulsores da Liga Espanhola de Basquete, organizada pela FEB desde 1957, em cuja primeira temporada só participaram clubes madrilenos e catalães por razões econômicas. Em sua terceira edição ampliou-se ao resto do país, mediante subsídios econômicos para garantir seu saneamento. A ideia deste torneio era que servisse de classificação para um superior, a Copa de Europa de basquete: como presidente da comissão internacional da FIBA, impulsionou em 1957 um modelo similar ao do futebol com eliminatórias por proximidade geográfica, e que também envolveu a rivais de Europa Oriental. Não obstante, o Real Madri não podia chegar à final porque quando tocava enfrentar a essas equipes, a ditadura de Francisco Franco proibia qualquer viagem a países soviéticos. A boa relação de Saporta com os ministros franquistas propiciou uma autorização para competições desportivas e em 1963 pôde viajar à capital russa para enfrentar-se ao CSKA Moscou. Em 1966 impulsionou a Copa Intercontinental.
Conseguiu ademais que Espanha organizasse o Campeonato Europeu de Basquete Masculino de 1973, com a participação de 12 seleções e duas sedes em Barcelona e Badalona. Os anfitriões chegaram à final, perdida para a Iugoslávia por 67:78. Seis anos depois encarregou-se a organização da Copa do Mundo de Futebol de 1982 e o reclamou a presidência do comitê responsável baixo duas condições: uma nomeação por Real Decreto, com o que evitava ingerências governamentais, e não cobrar pelo cargo.
De forma paralela, em 1968 foi nomeado membro da Comissão Executiva do Comité Olímpico Espanhol (COE). Nos Jogos Olímpicos de Moscou de 1980 conseguiu uma permissão do Rei Juan Carlos I para que a estrela da seleção, Juan Antonio San Epifanio "Epi", pudesse viajar com a delegação mesmo que estava a cumprir o serviço militar.
Quando Saporta deixou o Real Madri em 1991, se concentrou em seus cargos federativos. Em 1995 foi nomeado por aclamação vice-presidente da FIBA, um cargo mais simbólico que executivo porque sua saúde se tinha agravado nesse período.

## Morte
Saporta tinha problemas de saúde desde a década de 1980. Já durante a organização do Mundial de 1982 se fez público que padecia um desequilíbrio geral e episódios de estresse. Em setembro de 1987 sofreu um infarto de miocárdio do que também pôde se recuperar, mas que lhe obrigou a reduzir trabalho no Real Madri até sua retirada em 1991 para concentrar nas federações.
Em 1996, o Real Madri e a FIBA organizaram-lhe uma homenagem durante o Torneio de Natal ao que assistiram Juan Antonio Samaranch, presidente do COE, e Borislav Stanković, presidente da FIBA.
No início de 1997 ingressou na clínica Ruber de Madri por um agravamento de seu estado renal que padecia. Finalmente, faleceu o 2 de fevereiro de 1997 aos 70 anos. Sua morte produziu-se durante a celebração da Copa do Rei de basquete em León, enquanto disputavam-se as semifinais entre o Joventut de Badalona e o Basquete León. A Liga ACB reagiu com rapidez à notícia e antes da retomada guardou-se um emotivo minuto de silêncio, seguido de uma ovação do público em sua honra.

## Reconhecimentos
Raimundo Saporta é considerado uma figura chave no desenvolvimento do basquete na Espanha, bem como um dos dirigentes mais importantes deste esporte em nível europeu. Durante cinquenta anos compartilhou seus cargos no Real Madri, a Federação Espanhola de Basquete e a FIBA com a organização de eventos pontuas, como o Mundial de Futebol de Espanha 1982 e o Eurobasket de Espanha 1973. Destacou em especial sua habilidade para as relações públicas, tanto com os jogadores como em ambientes políticos e inclusive diplomáticos.
Os restos mortais foram cremados e enterrados no cemitério de La Almudena. Em seu funeral, Juan Antonio Samaranch declarou que "o desporto espanhol perde um homem fundamental", enquanto o presidente do Real Madri, Lorenzo Sanz, assegurou que "se vai, após Bernabéu, o homem mais importante do madridismo". O treinador da Seleção Espanhola Lolo Sáinz, que teve a Saporta como chefe tanto como jogador, como de treinador, lamentou "com todo o sentimento de meu coração (...) que o basquete espanhol se acaba de ficar órfão". Por parte do Governo assistiu o secretário de Estado para o desporto, Pedro Antonio Martín.
Depois de sua morte, a FIBA renomeou em 28 de março de 1998 a hoje extinta Recopa de Europa de Basquete com o nome de "Copa Saporta".
O ginásio de basquete do Real Madri, situado em sua antiga Cidade Esportiva e lar do clube durante 38 anos, foi também renomeado em sua honra, passando a chamar "Pavilhão Raimundo Saporta". Este foi o último nome deste recinto, já que foi demolido em 2004 junto do resto das instalações.
Por outra parte, a Associação Espanhola de Treinadores de Basquete criou em 2001 o "Prêmio Raimundo Saporta" em reconhecimento à trajetória profissional dos melhores técnicos de Liga ACB.
Ainda que Raimundo Saporta ocultasse suas origens sefardita por medo a represálias, foi uma peça chave no reconhecimento de Israel dentro da comunidade esportiva europeia. Quando se criou a Copa de Europa de basquete, defendeu que o campeão israelita pudesse disputar o torneio mesmo com o fato de estar geograficamente na Ásia. Também se encarregou de solucionar o incidente diplomático que provocou a entrega, por parte de Bernabéu, da insígnia de ouro do clube ao general Moshé Dayán em junho de 1973, quando Espanha não reconhecia ao estado hebreu.